# Lamare Bogarde
Lamare Trenton Chansey Bogarde (Rotterdam, 5 gennaio 2004) è un calciatore olandese, difensore dell'Aston Villa.

## Biografia
Proviene da una famiglia di calciatori, è nipote di Winston Bogarde, cugino di Danilho Doekhi e fratello minore di Melayro Bogarde.

## Carriera

### Club
Ha iniziato a giocare a calcio nel settore giovanile del Feyenoord per poi passare all'Aston Villa nel 2020. Ha debuttato in prima squadra l'8 gennaio 2021 nell'incontro di FA Cup perso 4-1 contro il Liverpool.
Il 1º luglio 2022 ha firmato il primo contratto professionistico con il club inglese ed il 31 gennaio 2023 è stato ceduto in prestito al Bristol Rovers fino al termine della stagione. Il 18 agosto 2023 il prestito è stato prolungato anche per la stagione successiva, ma il 4 gennaio 2024 è stato richiamato dai Villans.
Il 31 agosto 2024 ha debuttato in Premier League nell'incontro vinto 2-1 contro il Leicester City.

### Nazionale
Ha giocato nelle nazionali giovanili olandesi Under-15, Under-16, Under-18 ed Under-20.

## Statistiche

### Presenze e reti nei club
Statistiche aggiornate al 14 gennaio 2025
| Stagione        | Squadra         | Campionato      | Campionato | Campionato | Coppe nazionali | Coppe nazionali | Coppe nazionali | Coppe continentali | Coppe continentali | Coppe continentali | Altre coppe | Altre coppe | Altre coppe | Totale | Totale | Totale |
| Stagione        | Squadra         | Comp            | Pres       | Reti       | Comp            | Pres            | Reti            | Comp               | Pres               | Reti               | Comp        | Pres        | Reti        | Pres   | Reti   |        |
| --------------- | --------------- | --------------- | ---------- | ---------- | --------------- | --------------- | --------------- | ------------------ | ------------------ | ------------------ | ----------- | ----------- | ----------- | ------ | ------ | ------ |
| 2020-2021       | Aston Villa     | PL              | 0          | 0          | FACup+CdL       | 1+0             | 0               | -                  | -                  | -                  | -           | -           | -           | 1      | 0      |        |
| gen.-giu. 2023  | Bristol Rovers  | FL1             | 18         | 0          | FACup+CdL       | 0               | 0               | -                  | -                  | -                  | FLT         | 0           | 0           | 18     | 0      |        |
| 2023-gen. 2024  | Bristol Rovers  | FL1             | 14         | 0          | FACup+CdL       | 1+0             | 0               | -                  | -                  | -                  | FLT         | 3           | 0           | 18     | 0      |        |
| 2024-2025       | Aston Villa     | PL              | 5          | 0          | FACup+CdL       | 0+2             | 0               | UCL                | 3                  | 0                  | -           | -           | -           | 9      | 0      |        |
| Totale carriera | Totale carriera | Totale carriera | 37         | 0          |                 | 4               | 0               |                    | 3                  | 0                  |             | 3           | 0           | 47     | 0      |        |

## Palmarès

### Club

#### Competizioni giovanili
- FA Youth Cup: 1

Aston Villa: 2020-2021